# Макаренко, Анатолий Иннокентьевич
Анатолий Иннокентьевич Макаренко (1 ноября 1936, деревня Цветковка — 5 июня 2023, Москва) — инженер-судостроитель, генеральный директор ФГУП ПО «Севмашпредприятие» (1986—1988), первый заместитель Министра судостроительной промышленности СССР, кандидат технических наук, доцент, Герой Социалистического Труда.

## Биография
Родился 1 ноября 1936 года в деревне Цветковка Чугуевского района Приморского края в многодетной крестьянской семье колхозного пасечника Иннокентия Никифоровича и его супруги Ульяны Сидоровны Макаренко. В семье были дочь и три сына, Анатолий был младшим среди них. В 1945 году семья, после окончания Великой Отечественной войны и демобилизации отца, переехала в Ивановский район Приморского края, где Анатолий в 1953 году окончил среднюю школу. В 1958 году окончил судомеханический факультет Высшего инженерного мореходного училища (ныне Государственный морской университет имени адмирала Г. И. Невельского) по специальности «судовые машины и механизмы», дипломной работой будущего кораблестроителя была - подводная лодка.
С 1958 года работал на Северном машиностроительном предприятии («Севмаш») в городе Молотовск (ныне Северодвинск) Архангельской области в должности конструктора, а затем инженером-конструктором 2-й категории. Активно участвовал в общественной жизни предприятия, избирался заместителем секретаря комсомольской организации конструкторского отдела.
В 1960 году, после того как предприятие активно приступило к строительству атомных подводных лодок, перешёл на производство. Сначала был назначен помощником строителя по энергетике, затем строителем. Первым заданием было организация и руководство ремонтных работ в ядерным отсеке подводной лодки 627А, участвовал в перегрузке активной зоны одного из реакторов.
Был заместителем начальника отдела строителей и старшим строителем, ответственным сдатчиком корабля. Основным направлением работы Макаренко было строительство новых подводных лодок. Первым из этих кораблей была подлодка проекта 675 с крылатыми ракетами подводного старта главного конструктора П. П. Пустынцева.
В 1965 году назначен заместителем главного строителя завода. Принимал непосредственное участие в организации строительства подводных лодок проектов 667, 667А, 667Б, 667БД, 667БДР, 667БДРМ генерального конструктора С. Н. Ковалёва, а также проектов 705К, 685 («Комсомолец»).
В 1970 году за сдачу головного ракетного подводного крейсера стратегического назначения проекта 667А А. И. Макаренко был награждён орденом Ленина.
В декабре 1974 года назначен главным инженером — первым заместителем директора Северного машиностроительного предприятия.
В 1985 году защитил диссертацию на соискание учёной степени кандидата технических наук по теме улучшения акустических параметров подводных лодок. Создал и возглавил на заводе Научно-технологический центр.
Под непосредственным руководством А. И. Макаренко, который являлся ответственным за своевременную и качественную сдачу заказа, строились новые проекты лодок «Акула» и «Гранит», головного корабля проекта 941 («Дмитрий Донской»).
2 февраля 1984 года Указом Президиума Верховного Совета СССР Анатолию Иннокентьевичу Макаренко было присвоено звание Героя Социалистического Труда.
В апреле 1986 года А. И. Макаренко был назначен генеральным директором производственного объединения «Северное машиностроительное предприятие» Министерства судостроительной промышленности СССР.
В 1986—1988 годах являлся депутатом Верховного Совета РСФСР, входит в местные и региональные представительные органы власти, был делегатом XXVII съезда КПСС.
В апреле 1988 года А. И. Макаренко назначен заместителем министра, а в августе 1991 года — первым заместителем министра судостроительной промышленности СССР. Курировал строительство надводных боевых кораблей и минно-торпедное вооружение. Участвовал в испытаниях и сдаче уникального боевого спасательного корабля «Алагез» в городе Николаеве, способного спасать затонувшие корабли с глубины 6 тысяч метров, а также в сдаче тяжёлого атомного крейсера «Калинин» Балтийского завода. Руководил межведомственным координационным центром по сдаче авианесущего крейсера «Адмирал Кузнецов».
В начале 1990-х годов возглавил судостроительную корпорацию «Судпром». Был президентом ЗАО «Судостроение».
А. И. Макаренко работал на кафедре Московской государственной академии транспорта, являлся председателем Государственной экзаменационной комиссии данной академии, консультантом в нескольких вузах и на предприятиях страны.
Анатолий Иннокентьевич имеет около 20 научных трудов, ряд изобретений, подтверждённых патентами.
Жил и работал в Москве. Умер 5 июня 2023 года на 87-м году жизни.

## Награды и почётные звания
- Герой Социалистического Труда;
- Орден Ленина (1970, 1984);
- Орден Октябрьской Революции (1978);
- Медали;
- Академик, Действительный член Российской инженерной академии;
- Член-корреспондент Международной инженерной академии;
- Почётный гражданин Северодвинска (2009)[2];
- Знак «Золотой фонд МГУ» с занесением в книгу Почёта;
- Знак «За заслуги перед городом Северодвинск» (2006) — за большой вклад в развитие города Северодвинска[3][4];
- Медаль имени Евгения Егорова — высшая награда «Севмаша» — знак отличия за особые заслуги;
- Мастера спорта СССР по велоспорту.

## Семья
- Отец — Макаренко Иннокентий Никифорович (1909—1987), участник Великой Отечественной войны, был председателем сельсовета, заведовал колхозной пасекой.
- Мать — Макаренко Ульяна Сидоровна (1910—1986), колхозница.
- Братья — Владимир и Александр, моряки Дальневосточного пароходства
- Сестра — Зинаида
- Супруга — Макаренко Надежда Ивановна (рожд. 1937).
- Дочь — Оксана (рожд. 1959)

Об Анатолии Иннокентьевиче Макаренко снят документальный фильм «Свидетели эпохи» (режиссёр Людмила Цветкова).

## Увлечения
- С юношеских лет занимается спортом. Мастер спорта СССР по велоспорту, был чемпионом Приморского края. Занимался греблей, большим теннисом.